# Portland Towers
Portland Towers er en kontorbebyggelse beliggende ved Göteborg Plads i Århusgadekvarteret i Nordhavnen i København.
Bygningen blev oprindelig opført i 1979 som dobbeltsilo for Aalborg Portland til fremstilling af cement og blev ombygget til kontorerhverv 2013-2014.
Omdannelsen fra silo til kontorbygning blev udviklet af NCC og tegnet af Design Group Architects efter samme princip som beboelsesejendommen Gemini Residence, hvor lejlighederne blev monteret uden på og imellem siloerne. I selve siloerne er indrettet reception og adgangsforhold, såsom trappeopgange og elevator. Bygningen rummer 11.200 etagemeter fordelt på syv etager, hvoraf den nederste hænger 24 meter over gadeplan. Under ombygningen blev begge silorør forhøjet til 59 meter.
Det ene af tårnene huser Tysklands ambassade, der flyttede dertil fra Stockholmsgade 1. marts 2018.